# ريمون جيمس بولاند
ريمون جيمس بولاند (بالإنجليزية: Raymond James Boland)‏ هو كاهن كاثوليكي أمريكي، ولد في 8 فبراير 1932 في تيبيراري في جمهورية أيرلندا، وتوفي في 27 فبراير 2014 في كورك في جمهورية أيرلندا.